# Набоков Євген Вікторович
Євген Вікторович Набоков (рос. Евгений Викторович Набоков; 25 липня 1975, м. Усть-Каменогорськ, СРСР) — російський хокеїст, воротар. Заслужений майстер спорту Росії (2009).
Вихованець хокейної школи «Торпедо» (Усть-Каменогорськ). Виступав за «Торпедо» (Усть-Каменогорськ), «Динамо» (Москва), «Кентуккі Торафблейдс» (АХЛ), «Клівленд Ламберджекс» (АХЛ), «Сан-Хосе Шаркс», «Металург» (Магнітогорськ), СКА (Санкт-Петербург), «Нью-Йорк Айлендерс», «Тампа-Бей Лайтнінг».
В чемпіонатах НХЛ — 564 матчі (1 гол, 9 передач), у турнірах Кубка Стенлі — 80 матчів (2 передачі).
У складі національної збірної Казахстану учасник чемпіонату світу 1994 (група C). У складі національної збірної Росії учасник учасник зимових Олімпійських ігор 2006 і 2010, учасник чемпіонатів світу 2008 і 2011.
Досягнення
- Чемпіон світу (2008)
- Чемпіон МХЛ (1995), срібний призер (1996)
- Володар Пам'ятного трофея Колдера (2001)
- Учасник матчу всіх зірок НХЛ (2001, 2008).

Родина
Батько Віктор та син Андрій теж хокеїсти.